# 이부리 지청

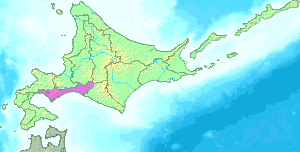
이부리 지청의 위치

이부리 지청(일본어: 胆振支庁)은 예전에 존재했던 홋카이도의 지청이다. 지청명은 이부리국에서 유래했고 지청 소재지는 무로란시이다. 2010년 4월 1일, 이부리 종합진흥국으로 개편되었다. 면적은 3,698.00km2이고, 인구는 2009년 3월 기준으로 426,627명이다.

## 역사
- 1897년 - 무로란 지청을 설치했다.
- 1899년 - 아부타 군 굿찬 촌(현 굿찬정, 교고쿠정)이 이와나이 지청(현재의 시리베시 지청)으로 이관되었다.
- 1906년 - 유후쓰 군 시무캇푸촌이 가미카와 지청에 이관되었다.
- 1910년 - 아부타 군 맛카리 촌(현 루스쓰촌, 맛카리촌, 기모베쓰정), 가리부토 촌(현 니세코정)이 시리베시 지청에 이관되었다.
- 1922년 - 이부리 지청으로 개칭했다.
- 2010년 4월 1일 - 이부리 지청을 폐지해 이부리 종합진흥국을 설치했다. 진흥국 소재지는 무로란 시이다.

## 인접한 지청

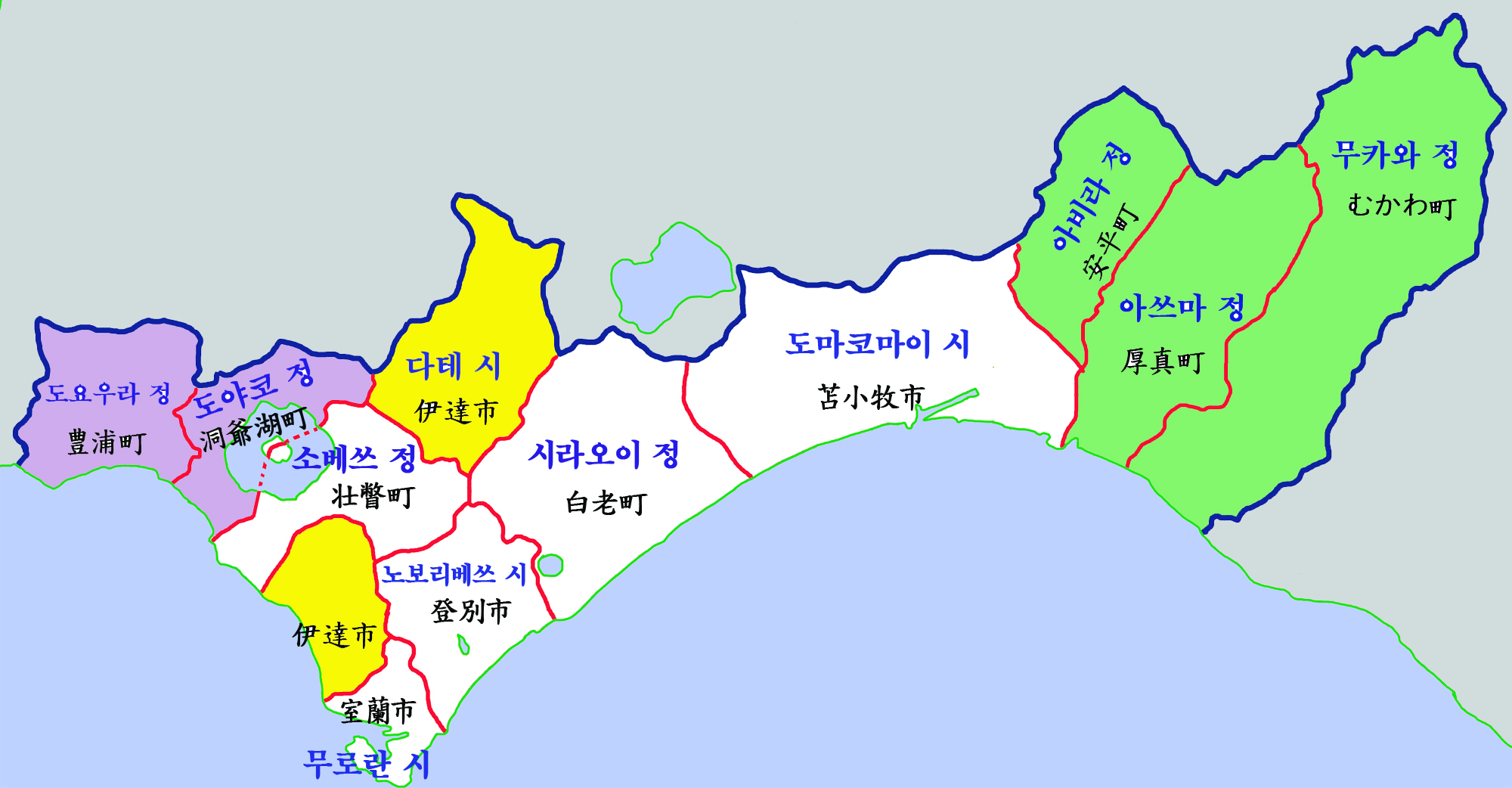
이부리 종합진흥국 행정구역

- 오시마 지청
- 시리베시 지청
- 이시카리 지청
- 소라치 지청
- 가미카와 지청
- 히다카 지청

## 지역
- 무로란시
- 다테시
- 노보리베쓰시
- 도마코마이시
- 아부타 군 : 도야코정, 도요우라정
- 시라오이 군 : 시라오이정
- 우스 군 : 소베쓰정
- 유후쓰 군 : 아비라정, 아쓰마정, 무카와정